# Acta Phytotaxonomica Barcinonensia
Acta Phytotaxonomica Barcinonensia (abreviado Acta Phytotax. Barcinon.) fue una revista con ilustraciones y descripciones botánicas que fue publicada en Barcelona editada por la Universidad de Barcelona desde 1968 hasta 1976. Fue reemplazada por  Acta Botanica Barcinonensia.